# Січневе повстання на Правобережній Україні (1863—1864)
Польське повстання 1863—1864 у Правобережній Україні — географічно обумовлений епізод Польського повстання 1863—1864 рр.

## Піднесення польського визвольного руху на початку 1860-х років
Обурені насильницьким поділом території і ліквідацією самостійної держави Речі Посполитої, протестуючи проти національного гніту, поляки (а також меншою мірою білоруси, литовці й частково українці) не припиняли боротьби за відновлення власної держави.
На початку 60-х років ХІХ століття визвольний рух охопив значні маси населення колишньої Речі Посполитої. Після початку повстання у Варшаві було створено Національний Уряд, який видав «Маніфест» в якому закликав народи до боротьби проти окупації Російської імперії та створення Речі Посполитої Трьох народів.
Польські патріотичні організації, що виникли наприкінці 1850-х років у середовищі студентів і офіцерів російської армії. Наприкінці 1861 року у національному русі склалися два головні політичні табори, які отримали назву партій «білих» і «червоних».

### «Білі» та «червоні»

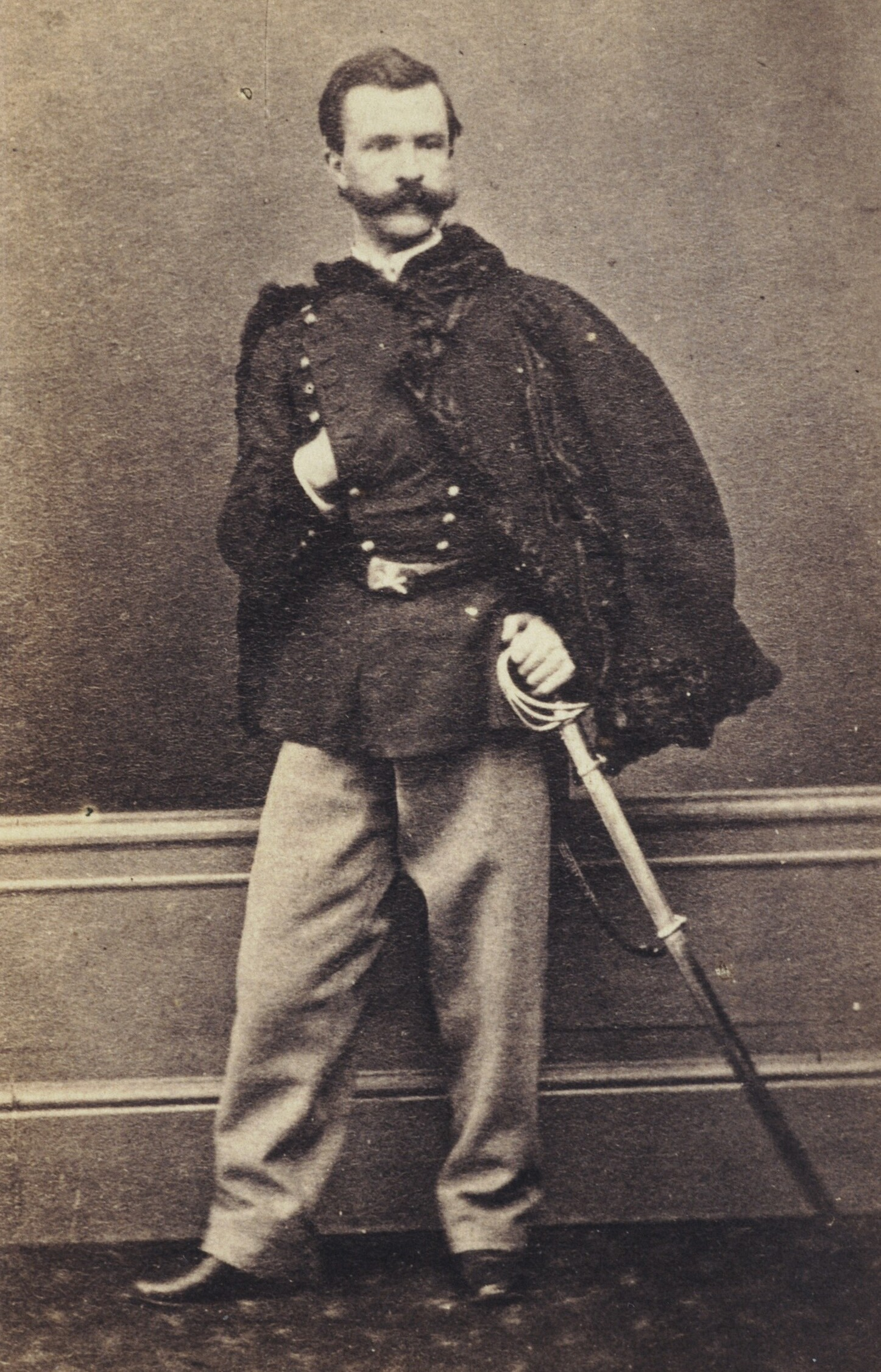
Маріан Лангевич

«Білі» (очолені А. Замойським, М. Лангевичом, Я. Гайштером) представляли переважно помірковані шляхетські та буржуазні кола, виступали за ведення тактики «пасивної опозиції», яка б дозволила здобути політичну автономію Королівства і приєднати, згідно з кордонами 1772 року, литовські, білоруські та українські землі. 
«Червоні» включали різнорідні соціально-політичні елементи (переважно шляхту, міщанство, інтелігенцію, частково селянство), яких об'єднувало прагнення здобути збройним шляхом повну незалежність Польщі і відновити державу у кордонах 1772 року (тільки частина «червоних» визнавала права литовців, білорусів та українців на самовизначення). Консервативно-аристократичні кола, очолювані маркграфом О. Вельопольським, виступали за досягнення угоди з імперіалізмом за рахунок певних поступок на користь автономії Королівства.

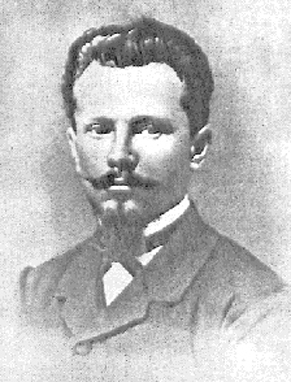
Домбровський Ярослав

У його зверненнях та листівках «червоні» висловлювалося і всіляко підтримувалося гасло: «За вашу і нашу свободу!». У червні 1862 «червоні» утворили Центральний Національний Комітет (ЦНК), в якому провідну роль грали Я. Домбровський, 3. Падлевський, Б. Шварце, А. Гіллер (розробив план збройного повстання). У підготовці до повстання брали участь члени «Комітету російських офіцерів у Польщі», одним із засновників і керівників якого був українець А. Потебня. Комітет передбачав, що повстання в Польщі дасть поштовх для загальноросійської революції. Початок повстання призначили на весну 1863 року.

## Роль Правобережної України у польському визвольному русі
Велику увагу приділяли керівники руху Правобережній Україні. Це зумовлювалось, по-перше, тим, що на Правобережжі, на відміну від інших районів України і Росії, був чималий прошарок польського населення (485 тис. чоловік, або 9,2 %), зокрема дворянства, яке поділяло погляди й прагнення прихильників визвольного руху в самій Польщі. Зосереджуючи в своїх руках понад 80 % усіх приватновласницьких земель та більшу частину матеріальних ресурсів краю, ця частина дворянства, за задумом польських повстанців, могла стати значною опорою в їх боротьбі. По-друге, Правобережна Україна, яка перебувала раніше під гнітом панської Польщі, розглядалася частиною польських повстанців, що поділяли великодержавну програму дворянської знаті про відновлення Польщі в кордонах 1772 р., як її провінція і входила в сферу їх територіальних претензій. І, нарешті, по-третє, беручи курс на залучення населення Київської, Подільської і Волинської губерній до польського національно-визвольного руху, його організатори («червоні») виходили також з того, що тим самим вони зможуть у потрібний для них час відвернути певні сили російської армії від придушення повстання в Царстві Польському.
Виходячи з цих та ряду інших обставин, керівники польського визвольного руху ще задовго до січневих подій 1863 р.у Варшаві створили у Правобережній Україні широку мережу повстанських організацій, очолених десяцькими, соцькими, тисяцькими и окружними начальниками, що підлягали керівникам повітової повстанської адміністрації, її очолював спочатку «Центральний комітет на Русі», а пізніше «Провінціальний комітет на Русі», утворений 22 серпня 1862 р. Керівниками комітету були А. Юр'євич, Е. Ружицький, С. Коперницький, Б. Жуковський та Я. Сирочинський. «Провінціальний комітет на Русі» призначив керівників підготовки і проведення повстання в окремих губерніях. Ці обов'язки в Київській губернії поклали на штабс-капітана В. Рудницького, в Подільській — на Яблоновського і у Волинській — на Е. Ружицького. Існували також повстанські організації в Петербурзі та військах, розташованих на території Польщі, які вели підготовчу роботу до повстання серед солдатів і офіцерів армії.

### Польська агітація до правобережних селян
Взявши курс на підготовку збройного повстання, польські патріотичні організації розгорнули у Правобережній Україні діяльність, спрямовану насамперед на залучення до участі у визвольному русі місцевого польського населення. Вони розповсюджували у великій кількості патріотичну літературу, заборонену російською цензурою, вербували нових членів повстанських загонів, збирали кошти для придбання зброї й військового спорядження, організовували маніфестації протесту проти національного гноблення тощо. Значна увага приділялася розповсюдженню газет «Польські Вядомосці» й «Валка», а також «Колокола», журналу «Праця», випусків «Великоруса», листівок і прокламацій, що закликали населення до рішучої боротьби проти царського самодержавства, за відновлення суверенної польської держави. У серпні — вересні 1861 р. в Київській, Подільській і Волинській губерніях зареєстровано не менше 45 маніфестацій.
Учасники польського визвольного руху добре розуміли, що успіх майбутнього повстання у великій мірі залежатиме від тієї позиції, яку займуть місцеві селяни. Тому повстанці вживали заходів до залучення їх на свій бік і з цією метою поширювали серед них такі відозви, листівки і прокламації, як «До козаків, що тепер селяни», «Брати поляки, русини і литовці» та ін., а також відвідували сільські сходи, де відкрито закликали селян до спільної боротьби проти царизму. Доповідаючи начальнику III відділення про один з таких сходів, Київський військовий губернатор, Подільський і Волинський генерал-губернатор Микола Анненков писав у березні 1863 р., що «відставний штабс-капітан Мазевський, Піотровський і Стефан Бігловський почали залучати до себе тимчасово зобов'язаних селян…, говорять їм про рівність усіх людей».
Загалом пропаганда проводилася широко, але її вплив на селянські маси був слабкий. Це пояснюється як соціальною і становою різнорідністю учасників руху, так і зв'язаною з цим відсутністю в його середовищі єдності поглядів на аграрне, національне й деякі інші програмні питання. Зокрема, не тільки «білі», а й більша частина «червоних» відстоювала збереження поміщицького землеволодіння, тому вони в своїй агітації або зовсім обходили аграрне питання, або обмежувалися загальними обіцянками. 3. Сераковський, С. Бобровський та інші представники лівого крила «червоних» вимагали відібрати поміщицькі землі і безоплатно передати їх у володіння селян, але вони не змогли добитися внесення цих вимог до програми Тимчасового революційного уряду. Вимоги «червоних», викладені в декреті Центрального національного комітету від 22 січня 1863 р., зводилися до передачі у власність селян лише тих земель, які перебували на час повстання у їх користуванні й за які вони мали виплачувати належні податки. Поміщикам обіцяли виплатити відповідну винагороду з загальнодержавного фонду. Іншим декретом, прийнятим того ж дня, сповіщалося про намір уряду відразу ж після перемоги повстання наділити всіх бідних, безземельних селян, які брали участь у збройній боротьбі проти царизму, ділянками землі з державних земельних фондів в розмірі близько 3 моргів (1,7—1,8 десятини). У разі загибелі повстанця цей наділ передавався його сім'ї.
Отже, програма «червоних» була певним кроком уперед на шляху до поліпшення тяжкого становища, в якому перебували селяни. Та, зберігаючи дворянське землеволодіння і де в чому змінену систему викупу, аграрне законодавство «червоних» в основному прирікало селянські маси на ті самі злидні й економічну залежність від учорашніх кріпосників, які несла їм грабіжницька реформа 1861 р. Така програма не задовольняла прагнення селян до отримання землі.

## Ставлення українського національного руху
Поряд з польським продовжував розвиватися український національний рух. Одним з істотних його проявів було утворення й діяльність українських громад, які виникли наприкінці 50-х — на початку 60-х років XIX ст. у Києві, Полтаві, Чернігові, Харкові та ряді інших міст. Складаючись переважно з представників української дворянської і різночинної інтелігенції, громади, незважаючи на різнорідний склад, спочатку в цілому прихильно ставилися до польського визвольного руху. Цьому значною мірою сприяли, з одного боку, спільні прагнення і мета — боротьба проти національного гноблення з боку царизму і, з другого — різнонаціональний склад цих організацій (до них входили не лише українці, а й поляки, литовці та представники інших національностей). Громади спершу ставили своїм завданням всебічне вивчення природи, етнографії і культури України.
Подальший розвиток польського визвольного руху вніс істотні зміни у погляди громад на цей рух. Посилився процес національного і політичного розмежування. Українці почали виходити з польських патріотичних організацій, а поляки — з українських громад. Це розмежування зумовлювалося, по-перше, висуненням польськими повстанцями великодержавного лозунга про відновлення Польщі у кордонах 1772 р., який передбачав приєднання значної частини українських земель до Польської держави, і, по-друге, негативним ставленням більшості громадівців, на чолі з ідеологом й організатором хлопоманського руху Володимиром Антоновичем, до польського повстання.
Деякі з учасників громад, зокрема Андрій Красовський, В. Синьогуб, Є. Моссаковський та інші підтримували повстання.
Значну роботу в цьому напрямі проводив підполковник Андрій Красовський, який виїжджав до Корсуня, де в квітні 1862 р. відбулися масові селянські заворушення. Він проводив серед учасників виступів агітацію, поширював у Житомирському піхотному полку листівки із зверненням до солдатів відмовитися від участі в придушенні селянських заворушень, застосування зброї проти народу, брав участь у студентських зборах, закликаючи до організації народних виступів на підтримку польських повстанців.
В. Синьогуб у квітні 1863 р. з допомогою дрібномаєткових поміщиків братів Потоцьких і Пилипенка створив у с. Пилипчі Переяславського повіту Полтавської губернії таємне товариство «Громада», яке мало з прибуттям польських повстанців до села виступити разом з ними «на панів і …убивати тих, хто утискував і кривдив селян».

## Початок повстання

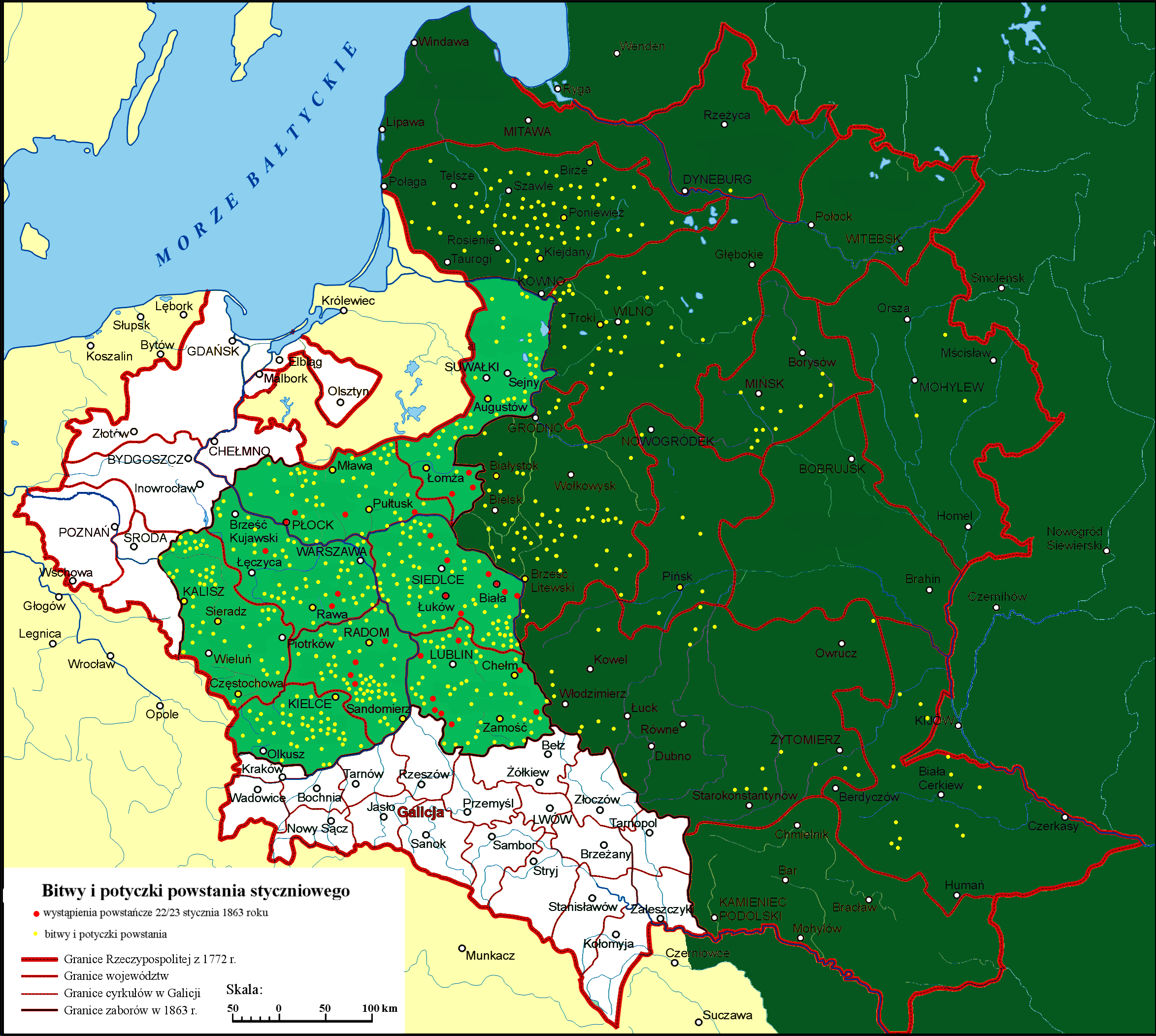
Основні зіткнення Січневого повстання 1863—1864

Події, що розгорнулися наприкінці 1862 — на початку 1863 р. у Польщі, примусили польських повстанців прискорити свій виступ. Розгадавши намір російської влади проведенням рекрутського набору вилучити з районів, охоплених визвольним рухом, революційну молодь, Центральний національний комітет, щоб перешкодити цьому, призначив повстання у ніч з 22 на 23 січня 1863 р. і звернувся до народу Польщі з спеціальною відозвою. В ній, поряд з закликом до зброї, проголошувалася свобода і рівноправність усіх громадян країни незалежно від їх соціального походження, віросповідання і національної приналежності.
Виконуючи рішення Центрального національного комітету, польські повстанці в призначений час напали на гарнізони російської армії. Хоч подекуди вони і завдали дошкульних ударів невеликим військовим підрозділам, але досягти перемоги їм не вдалося. В ході перших боїв виявилася вкрай незадовільна підготовка повстанців. Нечисленність їх складу, розрізненість, нестача зброї і досвідчених командирів привели повстанців до поразки. У повстанській армії налічувалося лише близько 20 тис. погано озброєних бійців, тоді як російська армія, що протистояла їм, складалася із 125 тис. добре навчених і озброєних солдатів і офіцерів.

## Повстання у Правобережній Україні

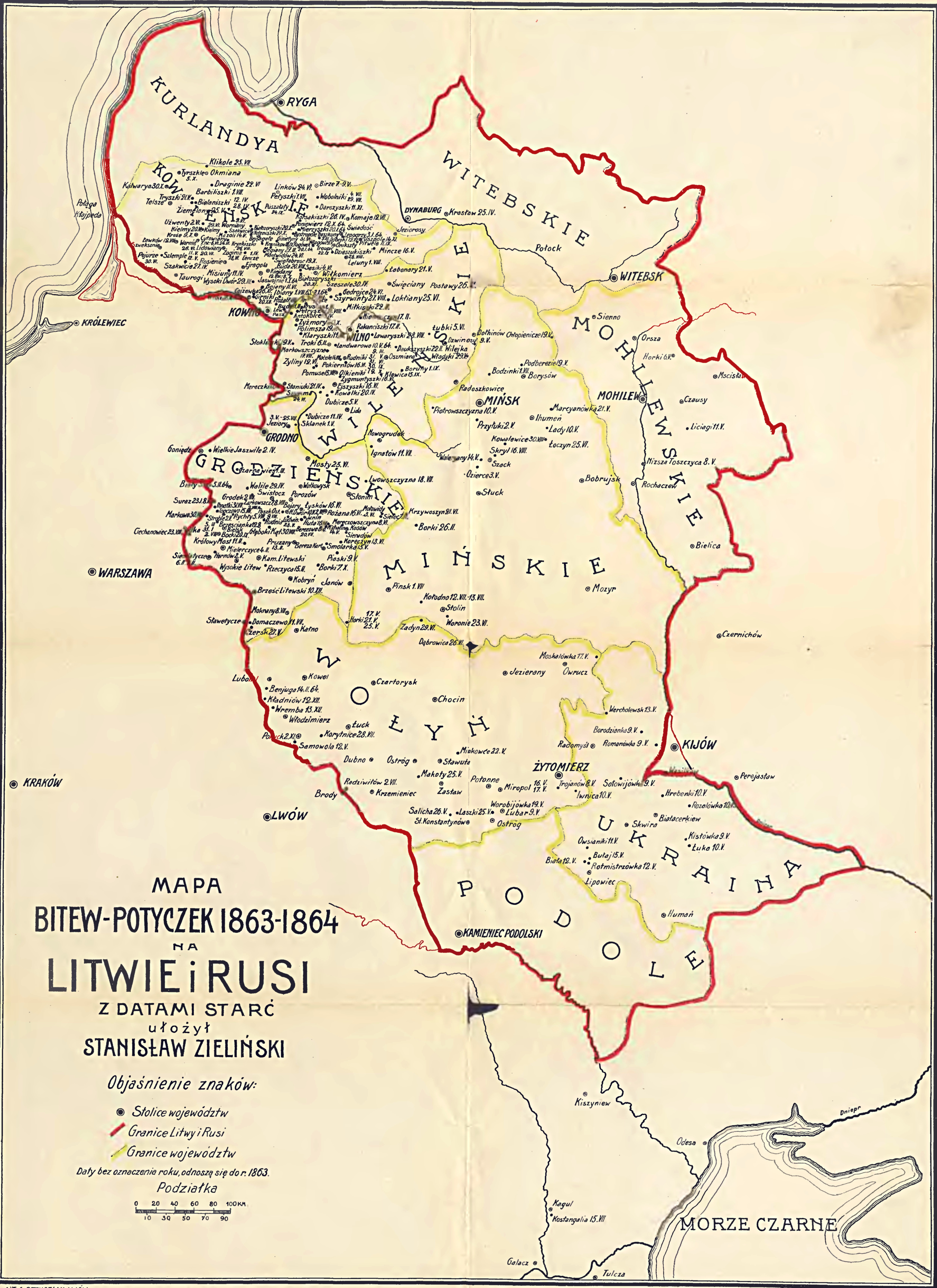
Бої та сутички в Україні, Білорусі та Литві. Мапа 1913 року

У Правобережній Україні повстанські загони складалися переважно з місцевого польського населення, головним чином дворянства та дрібної шляхти. Так, з 1341 репресованого учасника повстання після його придушення по Київській губернії понад 66 % становили дворяни, близько 14 % — селяни і міщани, 20 % — однодворці та почесні громадяни; у Волинській губернії на 903 репресованих припадало: дворян — 569, селян і міщан — 140, однодворців 162 та представників інших станів — 32 чоловіка. Повстанці вирушали в села і, зібравши селян, закликали їх до боротьби проти російської влади. Вони поширювали «Золоті грамоти», в яких роз'яснювалася мета повстання і що воно дасть українському селянству в разі перемоги. У низці поселень українські селяни прихильно ставилися до повстанців. Так, у с. Насташка Васильківського повіту їх зустрічали хлібом-сіллю, а у с. Великополовецьке того ж повіту, Гуровець Бердичівського повіту та в деяких інших селах — вступали до повстанських загонів. Проте сили були нерівні. На придушення повстання російська влада кинула велику й добре озброєну армію.
Близько 20 повстанських загонів, що діяли у Правобережній Україні, були розгромлені, а частина з них перейшла на територію Галичини. Під час збройних сутичок було вбито 569 і поранено 109 повстанців, кілька тисяч обеззброєно і ув'язнено. Загальна ж кількість репресованих учасників повстання становила 4470 чоловік.
Поразка повстання у Правобережній Україні полегшила боротьбу російській владі з повстанням на території Польщі, Білорусі та Литви. У квітні 1864 р. повстання й у цих районах було повністю придушено.
За неповними даними, в повстанських загонах, що зі зброєю в руках боролися проти царських військ, взяло участь понад 500 росіян, українців і білорусів. Більшість же місцевого населення зайняла нейтральну позицію або навіть підтримала владу в його боротьбі з повстаннями. Аграрна програма повстанців була обмеженою, вона передбачала збереження поміщицького землеволодіння і дещо змінену систему викупу. Такі перетворення не задовольняли селянство. Розглядаючи польського шляхтича як свого споконвічного ворога, селянин ставився до нього з явним недовір'ям, вважаючи його заклики і дії нещирими. Ще більше це недовір'я зросло, коли в квітні 1863 р. до керівництва польським визвольним рухом прийшли «білі», які виступали не лише проти тих половинчатих аграрних перетворень, що були проголошені в декретах «червоних», а й взагалі проти будь-якої спілки з селянством. Українсько селянство, яке віками боролося проти гніту польської шляхти, не могло підтримувати й політичну програму повстанців про відновлення Польщі в кордонах 1772 р., бо, це означало збереження домінування польських поміщиків і відновлення польського національного гноблення. Все це, як і загальна неосвіченість й відсталість селянства, зумовило байдуже, а почасти і явно негативне ставлення як українського і білоруського населення, так і польського селянства до визвольного руху й прирекло його на невдачу.
Повстання змусило російську владу прискорити проведення реформи та піти на деякі поступки.